# Hamataliwa rostrifrons
Hamataliwa rostrifrons is een spinnensoort uit de familie van de lynxspinnen (Oxyopidae).
De wetenschappelijke naam van de soort werd in 1928 als Oxyopeidon rostrifrons gepubliceerd door Reginald Frederick Lawrence.